# Labeoninae
A Labeoninae a sugarasúszójú halak (Actinopterygii) osztályának pontyalakúak (Cypriniformes) rendjébe, ezen belül a pontyfélék (Cyprinidae) családjába tartozó alcsalád.

## Labeoniniklád (tribus)
Labeonina (subtribus)
- Labeo (Cuvier, 1816)
- Bangana (Hamilton, 1822)
  - Bangana dero (Hamilton, 1822)
  - Bangana decorus (Peters, 1881)
  - Bangana almorae (Chaudhuri, 1912)
  - Bangana sinkleri (Fowler, 1934)
  - Bangana tonkinensis (Pellegrin & Chevey, 1934)
  - Bangana devdevi (Hora, 1936)
  - Bangana lemassoni (Pellegrin & Chevey, 1936)
  - Bangana lippus (Fowler, 1936)
  - Bangana xanthogenys (Pellegrin & Chevey, 1936)
  - Bangana behri (Fowler, 1937)
  - Bangana yunnanensis (Chu & Wang 1963)
  - Bangana wui (Zheng & Chen, 1983)
  - Bangana zhui (Zheng & Chen, 1989) 
    - Bangana elegans (Kottelat, 1998)
    - Bangana brevirostris (Liu & Zhou, 2009)
- Barbichthys (Bleeker, 1860)
  - Barbichthys laevis (Valenciennes, 1842)
  - Barbichthys nitidus (Sauvage, 1878)
- Cirrhinus (Oken, 1817)
  - Cirrhinus cirrhosus (Bloch, 1795)
  - Cirrhinus fulungee (Sykes, 1839)
  - Cirrhinus molitorella (Valenciennes, 1844)
  - Cirrhinus chinensis (Günther, 1868)
  - Cirrhinus macrops (Steindachner, 1870)
  - Cirrhinus jullieni (Sauvage, 1878)
  - Cirrhinus microlepis (Sauvage, 1878)
  - Cirrhinus caudimaculatus (Fowler, 1934)
  - Cirrhinus lobatus (Smith, 1945)
  - Cirrhinus inornatus (Roberts, 1997)
  - Cirrhinus rubirostris (Roberts, 1997)
- Labiobarbus (van Hasselt, 1823)
  - Labiobarbus leptocheila (Valenciennes, 1842)
  - Labiobarbus festivus (Heckel, 1843)
  - Labiobarbus ocellatus (Heckel, 1843)
  - Labiobarbus fasciatus (Bleeker, 1853)
  - Labiobarbus cyanoparejus (Heckel, 1843)
  - Labiobarbus lineatus (Sauvage, 1878)
  - Labiobarbus siamensis (Sauvage, 1881)
  - Labiobarbus sabanus (Inger & Chin, 1962)
  - Labiobarbus lamellifer (Kottelat, 1994)
- Henicorhynchus (Smith, 1945)
  - Henicorhynchus siamensis (Sauvage, 1881)
  - Henicorhynchus cryptopogon (Fowler, 1935)
  - Henicorhynchus lineatus (Smith, 1945)
  - Henicorhynchus ornatipinnis (Roberts, 1997)
- Lobocheilos (Bleeker, 1853)
  - Lobocheilos hispidus (Valenciennes, 1842)
  - Lobocheilos schwanenfeldii (Bleeker, 1853)
  - Lobocheilos lucas (Bleeker, 1857)
  - Lobocheilos lehat (Bleeker, 1860)
  - Lobocheilos bo (Popta, 1904)
  - Lobocheilos kajanensis (Popta, 1904)
  - Lobocheilos rhabdoura (Fowler, 1934)
  - Lobocheilos quadrilineatus (Fowler, 1935)
  - Lobocheilos melanotaenia (Fowler, 1935)
  - Lobocheilos fowleri (Pellegrin & Chevey, 1936)
  - Lobocheilos gracilis (Fowler, 1937)
  - Lobocheilos davisi (Fowler, 1937)
  - Lobocheilos trangensis (Fowler, 1939)
  - Lobocheilos delacouri (Pellegrin & Fang, 1940)
  - Lobocheilos falcifer (Valenciennes, 1842)
  - Lobocheilos thavili (Smith, 1945)
  - Lobocheilos nigrovittatus (Smith, 1945)
  - Lobocheilos cornutus (Smith, 1945)
  - Lobocheilos unicornis (Kottelat & Tan, 2008)
  - Lobocheilos terminalis (Kottelat & Tan, 2008)
  - Lobocheilos tenura (Kottelat & Tan, 2008)
  - Lobocheilos ovalis (Kottelat & Tan, 2008)
  - Lobocheilos ixocheilos (Kottelat & Tan, 2008)
  - Lobocheilos erinaceus (Kottelat & Tan, 2008)
- Osteochilus (Günther, 1868)
- Schismatorhynchos (Bleeker, 1855)
  - Schismatorhynchos nukta (Sykes, 1839)
  - Schismatorhynchos heterorhynchos (Bleeker, 1853)
  - Schismatorhynchos endecarhapis (Siebert & Tjakrawidjaja, 1998)
  - Schismatorhynchos holorhynchos (Siebert & Tjakrawidjaja, 1998)
- Longanalus (Li, Ran & Chen, 2006)
  - Longanalus macrochirous (Li, Ran & Chen, 2006)
- Hongshuia (Zhang, Qiang & Lan, 2008)
  - Hongshuia banmo (Zhang, Qiang & Lan, 2008)
  - Hongshuia paoli (Zhang, Qiang & Lan, 2008)

Garrina (subtribus)
- Garra F. Hamilton, 1822
- Sinocyclocheilus (Fang, 1936)
- Crossocheilus (Kuhl & van Hasselt, 1823)
  - Crossocheilus latius (Hamilton, 1822)
  - Crossocheilus oblongus (Kuhl & van Hasselt, 1823)
  - Crossocheilus diplochilus (Heckel, 1838)
  - Crossocheilus cobitis (Bleeker, 1853)
  - Crossocheilus langei (Bleeker, 1860)
  - Crossocheilus rostratus (Günther, 1868)
  - Crossocheilus nigriloba (Popta, 1904)
  - Crossocheilus gnathopogon (Weber & de Beaufort, 1916)
  - Crossocheilus siamensis (Smith, 1931)
  - Crossocheilus reticulatus (Fowler, 1935)
  - Crossocheilus burmanicus (Hora, 1936)
  - Crossocheilus burmanicas (Hora, 1936)
  - Crossocheilus kalliurus (Smith, 1945)
  - Crossocheilus klatti (Kosswig, 1950)
  - Crossocheilus namlenensis (Nguyen & Doan, 1969)
  - Crossocheilus periyarensis (Menon & Jacob, 1996)
  - Crossocheilus multirastellus (Su, Yang & Chen, 2000)
  - Crossocheilus atrilimes (Kottelat, 2000)
  - Crossocheilus obscurus (Tan & Kottelat, 2009)
- Epalzeorhynchos (Bleeker, 1855)
  - Epalzeorhynchos kalopterum (Bleeker, 1851)
  - Epalzeorhynchos bicolor (Smith, 1931)
  - Epalzeorhynchos frenatum (Fowler, 1934)
  - Epalzeorhynchos munense (Smith, 1934)
- Placocheilus (Wu, 1977)
  - Placocheilus cryptonemus (Cui & Li, 1984)
  - Placocheilus imbarbatus (Nguyen, 2001)
  - Placocheilus bibarbatus (Nguyen, 2001)
  - Placocheilus robustus (Zhang, He & Chen, 2002)
- Parasinilabeo (Wu, 1939)
  - Parasinilabeo assimilis (Wu & Yao, 1977)
  - Parasinilabeo maculatus (Zhang, 2000)
  - Parasinilabeo longicorpus (Zhang, 2000)
  - Parasinilabeo microps (Su, Yang & Cui, 2001)
  - Parasinilabeo longibarbus (Zhu, Lan & Zhang, 2006)
  - Parasinilabeo longiventralis (Huang, Chen & Yang, 2007)
- Rectoris (Lin, 1935)
  - Rectoris mutabilis (Lin, 1933)
  - Rectoris posehensis (Lin, 1935)
  - Rectoris luxiensis (Wu & Yao in Wu, Lin, Chen, Chen & He, 1977)
  - Rectoris longifinus (Li, Mao & Lu, 2002)
- Semilabeo (Peters, 1881)
  - Semilabeo prochilus (Sauvage & Dabry de Thiersant, 1874)
  - Semilabeo notabilis (Peters, 1881)
  - Semilabeo obscurus (Lin & Cheng et al., 1981)
- Mekongina (Fowler, 1937)
  - Mekongina erythrospila (Fowler, 1937)
  - Mekongina bibarba (Nguyen, 2001)
  - Mekongina lancangensis (Yang, Chen & Yang, 2008)